# Вюрмгау
Вюрмгау (на немски: Würmgau) е средновековно франкско гауграфство на река Вюрм в днешния Баден-Вюртемберг, Германия.
Граничи с Уфгау, Глемсгау, Енцгау.